# R-TYPE TACTICS
『R-TYPE TACTICS』（アール・タイプ タクティクス）は、アイレムソフトウェアエンジニアリングから2007年9月20日に発売されたPlayStation Portable用戦略シミュレーションゲーム。R-TYPEシリーズの生誕20周年作品に当たる。
シューティングゲームとしてはシリーズ最終作として製作された『R-TYPE FINAL』に登場した多数のR戦闘機の設定が活かされ、様々なRタイプ戦闘機が宇宙や異星、異次元空間を舞台にグロテスクなバイド帝国のユニットと戦闘を繰り広げるSFシミュレーションゲームとなっている。
店頭チラシでは、世界観を別解釈で再構築と記載されており、本編（『I』から『Final』まで）とはパラレル的な設定が見て取れる。
北米では『R-TYPE COMMAND』（アール・タイプ コマンド）として販売。販売はアトラスの米国法人が担当。なお、COMMAND版では年表設定が少し異なって表記されている。
続編として、『R-TYPE TACTICS II -Operation BITTER CHOCOLATE-』が発売されている。なお、アイレムがイベントで配布した『アイレムぶるるん2007最新版』ではR-TYPE TACTICSの記事が4ページ載っていたり、『アイレムぶるるん2008』で外伝小説が書かれ、登場人物が『II』で副官としても登場する。

## ストーリー
遥か未来の地球。人類は銀河系・ペルセウス腕の中央付近に謎の生命体の大群を観測した。それらは増殖を繰り返しながら明確に地球への進路を取っていた。いつしか「バイド」と呼ばれるようになったその生命体群に対抗すべく、地球軍は次元戦闘機を開発する。Rシリーズと呼ばれるそれらの戦闘機は戦艦並の火力と高い機動性によって局地的には驚異的な戦果をあげたが、圧倒的な物量を誇るバイドを全滅させるには至らず、やがてはバイドの大群は太陽系の外縁部にまで到達してしまった。
地球ではあくまでバイドに抗戦すべきだという意見と地球を棄てて脱出すべきだとの意見で論争が続いていた。その論争に決着がつかぬうちに、ある司令官に指令が下される。残された戦力を持って木星軌道上に入りつつあるバイドを撃退せよ、と…。

## 特徴
人類とバイド帝国との戦いを描くSFシューティングゲーム（STG）『R-TYPE』シリーズをヘクス、ユニット小隊、索敵、ZOC、3Dポリゴンによる戦闘画面など、SLGの概念を踏襲して再現したウォー・シミュレーションゲーム（SLG）。
通信対戦やストーリーモードでは人類視点だけではなく、敵対するバイドとしてプレイすることもできる。
ユニット選択画面はSTG同様に「サイドビュー」であり、ミッション画面ではSTGで利用された地形を障害物として再現。ドプケラドプスなどの大型ボスユニットも登場し、SLGにお馴染みのチャージ兵器として「波動砲」を再現するなど、STGをゲームシステムに織り込んだ。また、コストを消費して自身を隠蔽し障害物をも無視する「亜空間移動」とその対抗策「亜空間バスター」の採用や、「フォース」などの強力なユニットにはHP制を採用することでゲームバランスを確保するなど本作の独自性を持つ。

## ユニット
本項では『R-TYPE TACTICS』に登場するユニットの一部を紹介する。ゲーム本編には100種類以上のユニットが登場する。ミッション中に入手した「トレジャー」と「資源（工作機で採掘したり、コンテナから入手する）」を利用して、ミッション終了後に新しいユニットを開発できるようになっている。
なおR戦闘機の型番が『R-TYPE FINAL』以前と異なっているものがあるが、これはその機体の機能を表すようになった。例えばR-9AはRwf-9Aに変更されているが、R = R戦闘機、w = wave-cannon（波動砲）搭載、f = force（フォース）搭載、というようになっている。

### 資源
シリーズに登場した取るとフォースがパワーアップするクリスタル。名称や細かな設定は今作からの所謂“後付設定”である。尚、黄色と灰色は登場しない。
ソルモナジウム
主に太陽系のマップで入手出来る青い鉱石。地球軍ユニットの開発には必須。シリーズに登場した青クリスタル。
エーテリウム
主にワープ空間で入手出来る緑の鉱石。ユニットの強化開発などに用いられる。シリーズに登場した縁クリスタル。
バイドルゲン
主にバイド星系で入手出来る赤い鉱石。バイド軍ユニットや、地球軍のフォースの開発に必要。また、地球軍ユニットの一部で「捕獲弾」という武器を使い、バイドルゲンを取得可能なものがある。シリーズに登場した赤クリスタル。

### 地球軍
地球軍側のユニットは索敵能力に優れたユニットを持つのが特徴。

#### R戦闘機
Rwf-9A アロー・ヘッド
主力量産型戦闘機。初代『R-TYPE』に主役機「R-9」として登場したバランスの取れた機体。武装は接近戦用のバルカンと遠距離用のミサイルだが、3ターンの間ダメージを受けずにいると直線状の敵に一度に大ダメージを与える強力な「波動砲」を発射できる。
「スタンダードフォース」との合体により対空レーザー、反射レーザー、サーチレーザーが使用可能になる。
Rwf-9Abk アロー・ヘッドbk
アロー・ヘッドに特殊コーティングを施し、ウォー・ヘッド並の回避能力を身に付けた機体。
武装はアロー・ヘッドと同じで、「スタンダードフォース」をそのまま使うことが出来る。
F-A スタンダード・フォース
採取したバイド体を地球側の技術で制御した無人兵器「フォース」の一種。分離時は体当たりによる攻撃「フォース・シュート」により高い攻撃力を誇る。原作のR-TYPEとは違い、ダメージをある程度受けてHPがゼロになると破壊されてしまう。「アロー・ヘッド」「アロー・ヘッドbk」と合体することで同機にレーザー武装を追加できる。
Rwf-9Ac ウォー・ヘッド
強化戦闘機。『R-TYPE II』に「R-9改」として登場した機体で「アローヘッド」の破壊力、スピード、回避性を向上させた改良型。4ターンの間ダメージを食らわずにいると強力な「拡散波動砲」を発射できる。また、亜空間航行機能を持ち、亜空間航行中は移動スピードが2倍になり敵から視認されなくなるが、燃料の消費量が1.5倍になる。亜空間航行中に燃料が0になると次元の狭間に飲まれてユニットが消滅してしまう。また、敵ユニットと隣接すると現実空間に引き戻される。
F-Ac スタンダード・フォースC
スタンダード・フォースの改良型。「ウォー・ヘッド」と合体すると同機にショットガンレーザー、サーチレーザーが追加される。
R-9B1 ストライダー
爆撃機。追尾ミサイル、誘導ミサイル、バルムンクという3種類のミサイルを搭載している。強力なミサイルによる中距離からの攻撃を得意とするが、波動砲・バルカンは装備しておらず、回避性能も低めのため接近戦には弱い。近接戦は出来ないが、中距離用の迎撃武器は備わっている。
R-E1 ミッドナイト・アイ
早期警戒機。索敵範囲が広く、回避性能もやや高めだが、武装は近距離用のバルカンのみで戦闘には向いていない。
Rwf-9D シューティング・スター
中距離支援機。波動砲の射程が長いがチャージ時間も長め。
Rwf-9DH グレース・ノート
中距離支援機。シューティング・スターに比べればチャージ時間が短くなったが威力が抑えられた。
F-D ディフェンシヴ・フォース
「シューティング・スター」、「グレース・ノート」と合体するとレーザーが使用可能になる。
RXwf-10 アルバトロス
武装試験機。
F-X テンタクル・フォース
「アルバトロス」と合体するとレーザーが使用可能になる。
Rwf-9Sk1 プリンシパリティーズ
火炎武装機。バイド軍の生物兵器に効果的かつ性能の良い波動砲を持つ。
F-SkFr ファイヤ・フォース
「プリンシパリティーズ」と合体するとレーザーが使用可能になる。
Rwf-13A ケルベロス
重武装戦闘機。強力な武器が揃うが機動力がそこそこである。
F-ANC アンカー・フォース
「ケルベロス」と合体するとレーザーが使用可能になる他、フォースシュートより強力なアンカーアタックを持つ。
Rwf-13B カロン
重武装戦闘機。『FINAL』とは違いケルベロスからの直接派生となっている。
F-R13B アンカー・フォース改
「カロン」と合体するとレーザーが使用可能になる。「ラスト・ダンサー（バウンドライトニング波動砲装備）」も装備する。『FINAL』とは違い、暴走する事はない。
Rw-11A フューチャー・ワールド
高機動機。回避力と機動力が高く、攻撃後に移動する「再移動」を持ち、波動砲を装備した破格のユニット。
R-11S トロピカル・エンジェル
超高機動機。「フューチャー・ワールド」と同様、攻撃後に移動する「再移動」を持つ。波動砲が無くなったが、長射程のロックオンレーザーをチャージ無しで使用可能。
OF-1 ダイダロス
軌道戦闘機。光子バルカンを装備したレッド・ポッドが2機、それぞれMAP上のユニットとしてダイダロスに隣接しながら追従する（3へクス使用する）。
TL-2A アキレウス
人型接近戦機。施設占拠能力を持つ。
TL-2A2 ネオプトレモス
人型接近戦機。アキレウスの持つ武器を強化したタイプ。
TL-2B ヘラクレス
人型長射程機。チャージ時間が短いが射程も短い波動砲を装備する。
TL-2B2 ヒュロス
大型機動兵器。ミサイル砲と格闘用のビームクローを装備する。バイド軍編を進めると地球軍でも開発可能になる。
TL2AT パトロクロス
可変人型兵器。性能の異なる戦闘機形態と人型形態を使い分ける事が出来る。本作オリジナルで『FINAL』には未登場。
BXwf-T ダンタリオン
バイド組成機。バイド軍編を進めると開発可能になる戦闘機。
F-BXT ライフ・フォース
「ダンタリオン」と合体するとレーザーが使用可能になる。
Rwf-99 ラスト・ダンサー
究極互換機。プレイヤーは使えず、バイド帝国軍を操作時の敵として立ちはだかる。装備している武装が異なる3種類出てくる。
F-A2 スタンダード・フォース改
「ラスト・ダンサー（スタンダード波動砲II装備）」が装備している。プレイヤーは使用不可。
F-D2 ディフェンシヴ・フォース改
「ラスト・ダンサー（圧縮波動砲II装備）」が装備している。プレイヤーは使用不可。

#### 支援機
TP-02C POWアーマー
汎用補給機。他のユニットに隣接して「補給」コマンドを選択することで他のユニットに弾薬・燃料を補給できる。また、施設の占領能力を持つ。申し訳程度にバルカンも備えているが戦闘力は低い。機体とそっくりな偽者の「デコイ」を作成する能力を持つ。
TP-02M フロッグマン
潜水攻撃機。水中でしか動かせないが、強力なミサイル、魚雷を装備する為、一部のミッションでは頼りになる。
Rr2o-3 工作機
汎用工作機。工作機のためアームが装備されており、他のユニットに隣接し「修理」コマンドを選択することで、他のユニットのHPを回復したり、破損した機体を修理できる。「補給」「占領」「採掘」能力も持っている。戦闘力は低い。
Rr2o-3-2 工作機2号機
汎用工作機。工作機を大型化し、一度に採掘できる量を増やした形態。移動力と戦闘力は相変わらず低く、戦艦に搭載出来なくなっている。

#### 艦艇
UFCS-05 ヨルムンガンド級
輸送艦。ユニットを2機搭載可能。搭載されたユニットは弾薬、HPが回復する。旧式の輸送艦のため、武装はバルカンしか装備されていない。
UFDD-02 ニーズヘッグ級
宇宙駆逐艦。地球軍で唯一「亜空間バスター」を実行可能なユニット。搭載機能はない。
UFBS-010 ヘイムダル級
宇宙戦艦。主砲・ミサイル・陽電子砲を持ち、広い宇宙空間では非常に有用。
UFHC-007 ヴァナルガンド級
宇宙巡航艦。ヘイムダル級よりは武装が充実しないぶん小回りが利く。
UFHC-008 ガルム級
宇宙巡航艦。ヴァナルガンド級の改造ユニット。HPや武装の攻撃力などが強化されている。
UFWS-004 エーギル級
水上攻撃艦。 対空ミサイルと水中でも減衰しない魚雷を装備するが、水上以外の地形では出撃、運用できない。
UFBS-011 テュール級
宇宙戦艦。ヘイムダル級の改造ユニット。バイド軍編を進めると地球軍でも開発可能になる。
UFBS-AE1 ヨトゥンヘイム級
宇宙戦艦。バイド軍のみ登場。
UFBS-AE2 ムスペルヘイム級
宇宙戦艦。バイド軍のみ登場。
UFBS-AE3 ニヴルヘイム級
宇宙戦艦。バイド軍のみ登場。全ユニットで最高の破壊力を持つチャージ兵器「ギンヌンガガプ砲」を装備、高い迎撃能力を持つなど、あらゆる点で強力な性能を持つ。

#### その他
UFXSS-01 ウートガルザ・ロキ
ソーラー兵器施設。地球軍側でプレイする際は発射のタイミングはプレイヤーに委ねられているが、バイド軍側でプレイする場合は射程内にバイド軍ユニットが侵入すると発射される。　いずれの場合も射程内にいるユニットは敵味方の区別なく焼き払ってしまう。
UFX-Gpsys アイギス
防衛人工衛星。バイド軍のみ登場。高威力、長射程のミサイル砲を装備する。別名：殺戮人工衛星システム。

### バイド軍
バイド軍側のユニットはその多くが自己修復機能を持つのが特徴（生命タイプのユニットのみ）。

#### 生命機体
Bwf-1c アンフィビアン
バイド側のウォーヘッドとも言える生命機体。自己再生機能を持つため、ユニット数が減っても放っておくと1ターンごとに1機ずつ再生してしまう。主武装は短距離用のバイド弾と中距離用の目玉追尾ミサイルで、「ビースト・フォース」との合体機構や亜空間航行能力ももつ。2ターンダメージを食らわずにいるとチャージ武器が使用可能になる。
BF-BC ビースト・フォース
バイド生命体で構成された、二対の触手を備えたフォース。
Bwf-1Dα バイド・システムα
生命機体。自己修復機能を持つ。主武装はバイド弾と目玉追尾ミサイルで、「バイド・フォース」との合体機構を備える。3ターンの間ダメージを食らわずにいると「デビルウェーブ砲」が使用可能。
BF-BD バイド・フォース
自己修復機能を備えたバイド側のフォース。

#### メカ
B-cnc キャンサー
要撃兵器。『R-TYPE』に登場した兵器で体当たりとバイド粒子弾で攻撃してくる。施設の占領能力を持つ。
Bh-Tb タブロック
中型人型兵器。『R-TYPE』に登場した人型ロボット。中型ミサイル発射機構を備え、耐久力が高いが、接近戦用の武装が貧弱なのが弱点か。
Bhw-Gns1 ゲインズ
支援人型兵器。僅か1ターンでチャージ完了する凝縮波動砲が強力。地球軍として立ち向かう時は脅威だが、バイド軍側としては頼れる存在。

#### 支援機
BxTP 腐れPOWアーマー
地球側の補給機体であるPOWアーマーにバイド体が付着し、バイド側の補給機体となったもの。POWアーマー同様に補給・占領・デコイ射出能力を備える。
BXRr2o 腐れ工作機
生命工作機。工作機にバイド体が付着したもの。性能は再生能力を有する事以外は地球軍側の工作機と同じ。
BXRr2o-2 腐れ工作機2。
生命工作機。バイド側の工作機2。

#### 艦艇
BCS-Mth ノーザリー
輸送生命体。『R-TYPEΔ』に登場した中型のバイド生命要塞で、バイド生命体を体内に取り込むことで補給・修復を行う搭載機能を持つ。
B-GstNd ガスダーネッド
浮遊生命要塞。『R-TYPE2』に登場。水上でしか出撃、運用できず、バイド軍側としては使用可能なMAPが一つしかない。
B-Bld ボルド
暴走巡航艦。元は『R-TYPE』のステージ7に登場する廃棄物の塊だが、本作ではヴァナルガンド級に匹敵する攻撃能力を得た。
B-BS-Cnb コンバイラ
暴走戦艦。『R-TYPE』のステージ4ボス。高い火力、索敵能力を持ち、EDムービーではバイド軍の旗艦として扱われる。
B-Blmt ベルメイト本体
生命要塞。『R-TYPE』のステージ5ボス。バイド軍ユニットで唯一「亜空間バスター」を持つ。
B-GrR グリッドロック・レッド
デジタル生命。『FINAL』STAGE6.2のボス。消費移動力の影響を受けない特性を持つ。中心部から発射する「ダーマレーザー」と四つの瞳から発射する「ダリス弾」の砲撃で計5回の攻撃が可能。
B-GrB グリッドロック・ブルー
デジタル生命。『FINAL』STAGE6.2のボス。レッドよりも僅かにHPが低く、燃料が多い。
B-Fnmt ファインモーション
高速移動要塞。『FINAL』STAGE5.0のボス。強力なレーザーを装備するほか、体当たり攻撃が可能。　重力フィールドで撃破した敵からソルモナジウムを奪取する。

#### ボス
D-jpt ドプケラドプス
巨大な生命要塞。縦9マス、横11マスという巨大なボスユニット。R-TYPEのステージ1ボス。ドプルゲンMAXというチャージショットを使用し、他ユニットの搭載機能も持つ。屍・水中用・地球軍側の試験体などバリエーションが多く、幾度となく相まみえる事となる。
B-Gmd ゴマンダー
生命要塞。『R-TYPE』のステージ2ボス。本体も体液で攻撃をしてくる。原作同様の安全地帯が存在する。
B-Inthr インスルー
防衛生命体。ゴマンダーに寄生する機械生命体。胴体に強力な砲塔を備えているが、首の根っこを破壊する事で体を切り離すことが出来る。また原作と違って頭部を破壊する事も出来る。
B-Dp ドップ
自走コンテナ。『R-TYPE』のステージ6に登場。武装は無いが、移動先に存在するユニットは押し潰され、破壊される。
B-Nt ニュート
防衛生命体。ドップと共に『R-TYPE』のステージ6に登場した生命体。金属パイプ上を徘徊しながら接近する物体に砲撃する。
Bydo? 漆黒の瞳孔
バイドを生み出していると思われる謎の生命体。自らは精神波で攻撃を仕掛けるほか、「艦船の残骸」や高度な技術で作られた「巨大推進装置」を操って地球軍の前に立ちはだかる。倒すと…。
巨大推進装置
漆黒の瞳孔をバイド帝星最深部に拘束している謎の噴射装置。『R-TYPE LEO』のステージ6終盤によく似た形状のものが登場する。制御を掌握されてしまっているのか、漆黒の瞳孔の周囲に近づくと噴射攻撃を仕掛けてくる。地球軍の科学力では作れないほどの高度な技術が使われており、誰が何の為に作ったものかは不明。

## 体験版
2007年7月20日に発売されたファミ通PSP Vol.8には本作の体験版が収録されたUMDが付属した。チュートリアルやプレストーリーも閲覧できる。無線LAN機能を利用した2人対戦も可能。
体験版に収録されているのは以下の3ステージ。
ミッションA-1 成層圏での演習
地球上空で行われる地球軍同士の演習。このミッションでは最初からマップ上のすべてのユニットを見渡せるため「索敵」の必要が無い。チュートリアル的な性格のミッション。
ミッションA-2 成層圏での実戦
マップはA-1と同じだが、敵がバイド軍になっている。このミッションからは索敵範囲外の敵ユニットは最初は見えなくなっている。体験版のみに収録されている特別ミッション。
ミッションB 悪魔の巣窟
バイド軍の基地に潜入するミッション。ミッションAとは違い、狭い通路になっており、通路の影の敵には対空レーザーなどの地形を貫通しない武器は届かない。
また、同じくアイレムから発売されているパズルゲーム『マワスケス』の体験版も同時収録されている。